# Касл Вали (Јута)
Касл Вали (енгл. Castle Valley) град је у америчкој савезној држави Јута.

## Демографија
По попису из 2010. године број становника је 319, што је 30 (-8,6%) становника мање него 2000. године.
| Група             | 2000.       | 2010.       |
| Белци             | 335 (96,0%) | 307 (96,2%) |
| Афроамериканци    | 0 (0,0%)    | 0 (0,0%)    |
| Азијати           | 0 (0,0%)    | 2 (0,6%)    |
| Хиспаноамериканци | 8 (2,3%)    | 6 (1,9%)    |
| Укупно            | 349         | 319         |